# أربيان زياني
أربيان زياني (الاسم العلمي: Anthemis zaianica) هو نوع نباتي يتبع جنس الأربيان من الفصيلة النجمية.

## الموئل والانتشار
في المغرب العربي.